# Цин ши гао
Цин ши гао (кит. упр. 清史稿, пиньинь Qīngshĭgăo, «Черновик истории [династии] Цин») — сводная история династии Цин, выполненная в традиционном жанре в 1914—1927 гг. авторским коллективом под руководством известного политика Чжао Эрсюня. Создавалась по указу Бэйянского правительства Китайской республики. Из-за разногласий с новым гоминьдановским правительством по поводу трактовки событий Синьхайской революции не получила статуса официальной.

## История создания
Президент Юань Шикай в 1914 году учредил Комиссию по написанию истории династии Цин (кит. 清史館) под руководством Чжао Эрсюня. Под его началом работал авторский коллектив более чем в 100 человек. Рукопись была завершена в 1926 году, и в следующем, 1927 году была опубликована в 131 томе.

## Структура текста
Первоначальный вариант 1927 года включал 536 глав (цзюань), традиционно разделённых на четыре части:
1. 纪 (Ji) — «Анналы»: 25 глав
2. 志 (Zhi) — «Трактаты» (в том числе по народному хозяйству и астрономии): 142 главы
3. 表 (Biao) — «Таблицы» (в том числе списки людей, занимавших высшие должности в государстве): 53 главы
4. 传 (Zhuan) — «Биографии»: 316 глав

Содержание «Цин ши гао» охватывает период от 1616 года (официальная коронация Нурхаци) до 1911 года.

## Издания
«Цин ши гао» в 1927 году была отпечатана ксилографическим способом тиражом 1100 экземпляров, из которых 400 были отправлены в распоряжение правительства. В 1928 и 1937 гг. было предпринято ещё два издания «Цин ши гао», представляющие различные варианты одного и того же текста.
После создания КНР по распоряжению Мао Цзэдуна были перепечатаны «24 династические истории», дополненные «Цин ши гао». Тексты были снабжены разметкой и пунктуацией. После «Культурной революции» было предпринято новое издание. В 1999 году «Цин ши гао» была также напечатана на Тайване, с учётом материалов китайских архивов, вывезенных на остров.